# Championnats du monde d'Ironman 2019
Navigation
Édition précédente Édition suivante
Les championnats du monde d'Ironman 2019 se déroule le 12 octobre 2019 à Kailua-Kona dans l'État d'Hawaï. Ils sont organisés par la World Triathlon Corporation. C'est la 43e édition de l'épreuve historique du triathlon longue distance.

## Présentation
L'édition 2019 du championnat du monde d'Ironman affiche comme prétendant à la victoire les plus grands spécialistes hommes et femmes du moment sur la distance mythique du triathlon. La ligne de départ voit aussi pour la première fois deux champions olympiques prêt pour un sacre hawaïen, l'Anglais Alistair Brownlee et l'Allemand Jan Frodeno.  Au-delà des 98 professionnels, près de 2 500 triathlètes amateurs ayant conquis leur dossard sur une course du circuit international, participent pour les titres honorifiques des groupes d'âge. Un seul professionnel Cyril Viennot pour une 9e participation représente l'élite française, il est cependant accompagné de 92 compatriotes et triathlètes dont 80 hommes et 12 femmes dans les classes d'âge. Parmi les françaises Pauline Anouk Chloé Dauvergne est la plus jeune concurrente de la compétition à 18 ans et le Danois Valentin Carboniero le plus jeune concurrent à 20 ans. Le plus âgé de l'épreuve est le Japonais Hiromu Hinada qui à 86 ans s'élance sur l'épreuve et l'Américaine Dexter Yeats la plus âgé chez les femmes à 74 ans. Prennent le départ 1 773 hommes et  669 femmes,.
Avant les départs, chez les femmes la grande favorite reste la Suissesse Daniela Ryf tenante du titre, qui espère obtenir une cinquième et consécutive victoire, premier quintuplé consécutif feminin de l'histoire de l'épreuve. Mais la Britannique Lucy Charles-Barclay, possédant des qualités exceptionnelles en natation et porteuse du titre de vice-championne, entend pour sa part monter sur la plus haute marche pour la première fois. Ainsi que les autres prétendantes, l'Allemande Anne Haug, l'Américain Sarah True, l'Australienne Sarah Crowley et sa compatriote l'ancienne multiple championne Mirinda Carfrae, ainsi que la Finlandaise Kaisa Sali peuvent prétendre se mêler à la bataille pour une place sur le podium. Le point commun de toutes ces triathlètes est d'avoir réussi une excellente saison 2019 sur le circuit longue distance international. Elles sont 44 professionnelles au départ de l'épreuve.
Parmi les 54 professionnels hommes, la concurrence pour les places sur le podium est parmi les plus relevé de l'histoire de la compétition. Les triathlètes Allemands auteurs du triplé en 2016 sont tous au départ et affichent de nouveau de grandes prétentions. Patrick Lange en tant que favori est la cible de tous les prétendants au titre, il espère également une troisième victoire pour égaler la performance de Dave Scott. Les regards sont également tournés vers le champion olympique Alistair Brownlee qui participe à l'épreuve pour la première fois au sein de l'élite mondiale des spécialistes de la longue distance.

## Résumé de course
Les triathlètes allemands au travers du retour au sommet de Jan Frodeno pour un 3e sacre assorti d'un nouveau record de l'épreuve et de l'arrivée d'Anne Haug qui surpasse la tenante du titre la Suissesse Daniela Ryf qui manque son rendez-vous avec une cinquième victoire consécutive et la concurrence pour une première victoire, offrent un doublé historique à leur pays et ajoute un 6e et 7e titre consécutif au palmarès national.

### Jan Frodeno: titre et record

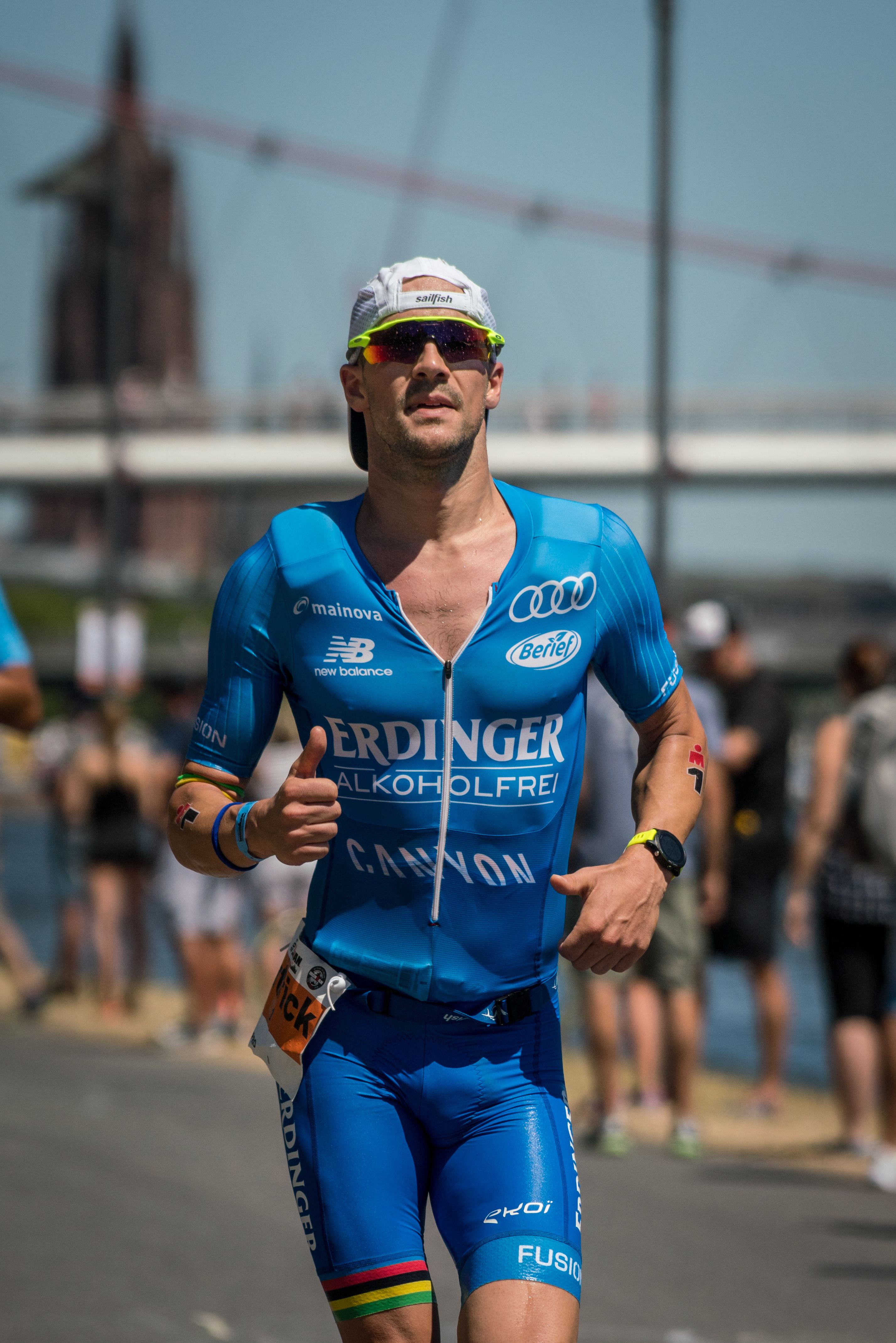
Patrick Lang, tenant du titre de champion du monde 2018.

Le départ des professionnels hommes est donné à 6 heures 25. Dès lors dans une mer peu calme et au terme des 3800 mètres de natation, émerge une première dizaine de triathlètes. Ce premier groupe a dans ses rangs le tenant du titre, l'Allemand Patrick Lange, son compatriote Jan Frodeno et le britannique Alistair Brownlee. Un second groupe pointe à trois minutes vingt secondes qui comptent les Américains David McNamee et Andy Potts, ainsi que l'Allemand Andreas Böcherer et le Français Cyril Viennot. D'autres prétendants comme Sebastian Kienle, Lionel Sanders et Bart Aernouts sortent de l’eau avec des retards de 4 min 50 s à 9 minutes sur les deux groupes de tête.
La partie vélo démarre avec prise de contrôle de la course par un quintette de triathlètes, composé de Jan Frodeno, Alistaire Brownlee, Tim O'Donnell, Maurice Clavel et Josh Amberger. Au 110e kilomètre lors du demi-tour d'Hawi, Maurice Clavel et Josh Amberger cèdent du temps et prennent un léger retard sur la tête de course. A cet instant Jan Frodeno conserve la tête de course avec deux minutes trente secondes sur ses premiers poursuivant. Un vent d'Est accompagne la partie retour, Alistair Brownlee victime d'une crevaison, répare rapidement et perd quelques minutes. Le 130e kilomètre voit l'abandon du tenant du titre Patrick Lange qui n'a jamais pu revenir sur la tête de course. À 30 kilomètre de l'arrivée de la seconde épreuve, Jan Frodeno produit son effort et accélère encore le rythme laissant sans réaction ses deux plus proches poursuivants, l'Américain Tim O'Donnell et Alistair Brownlee qui subissent cette attaque finale sans pouvoir réagir. L'allemand parvient à la seconde transition avec plus de deux minutes sur l'Américain, plus de quatre sur son compatriote Sebastian Kienle revenu dans la course et sur le britannique Alistair Brownlee,.
Le marathon ne crée pas de surprise, Jan Frodeno forfait en 2018 pour cause de blessure et revenu à son plus haut niveau, déroule une partie course à pied en 2 h 42 min 43 s et conclut en maintenant un bon rythme de course, par un troisième titre de champion du monde assorti du record de l'épreuve. Il établit une nouvelle marque sur l'épreuve reine en 7 h 51 min 13 s et offre une sixième victoire consécutive au triathlon allemand. L'Américain Tim O'Donnell permet aux États-Unis de retrouver une marche du podium, après cinq ans sans réussite, il conserve sa seconde place devant un autre champion du monde l'allemand Sebastian Kienle qui remporte sa troisième médaille sur la compétition. Le seul français professionnel termine en 19e position en 8 h 23 et pointe sur les réseaux sociaux la forte progression du niveau de la course, en 2014 pour un temps similaire il prenait la cinquième place du classement général. Alistair Brownlee arrivé 6e de la partie vélo, subit totalement le marathon à compter du 12e kilomètres et vit la fin de la course comme « les deux heures les plus difficiles de sa vie »,. Il finit à la 21e position devançant le Canadien Lionel Sanders auteur d'une belle remontée mais loin également de ses meilleures performances

### Anne Haug: deux premières pour un titre

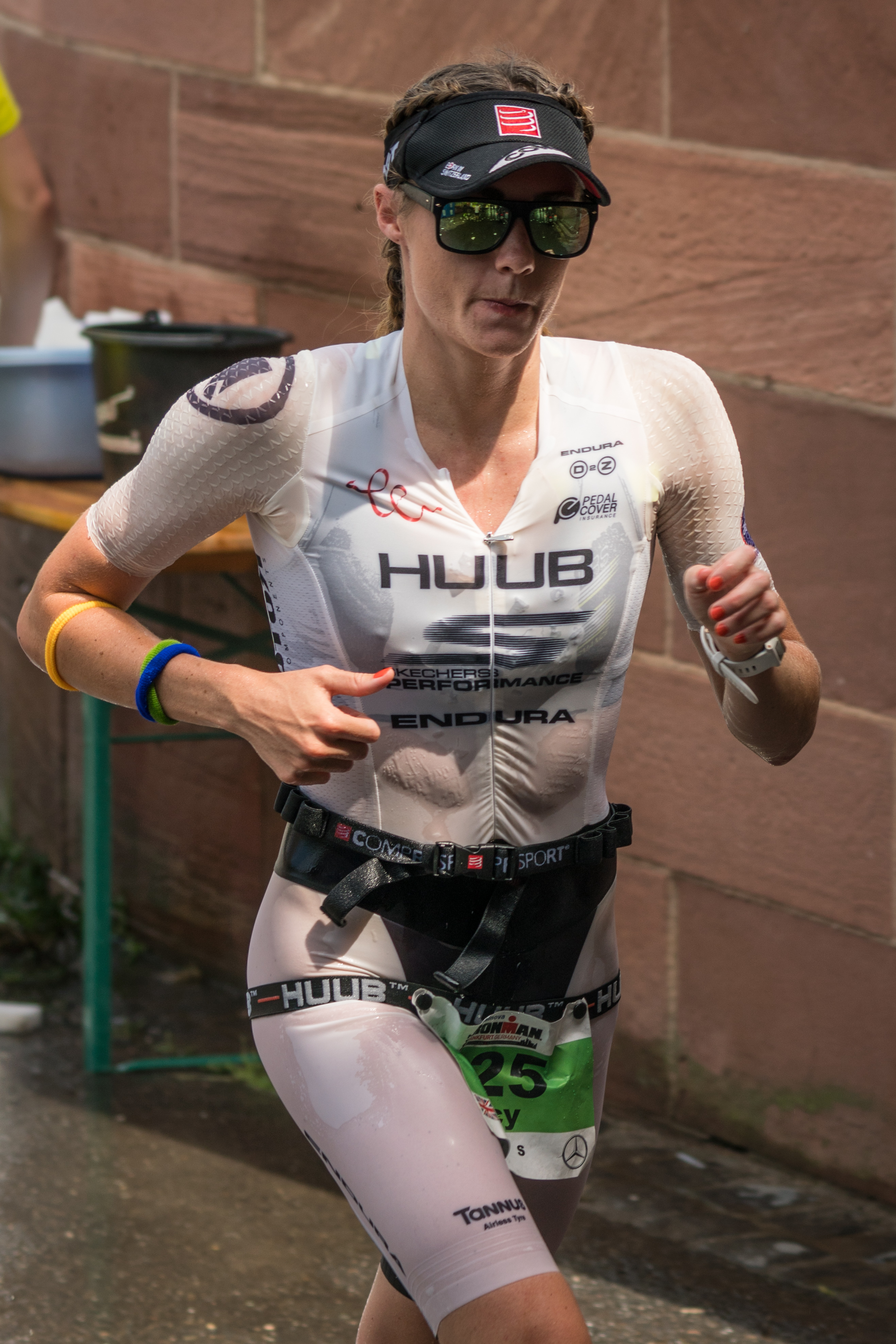
Lucy Charles vice-championne 2018.

La consécration d'un 5e titre consécutif pour la Suissesse Daniela Ryf, n'a pas lieu sur cette édition. Après le départ, la natation est emmenée comme à l'accoutumée par la nageuse d’exception qu'est la Britannique Lucy Charles-Barclay. Cette dernière en compagnie de l’Américaine Lauren Brandon, sort de l'eau avec cinq minutes d'avance sur la Suisse championne en titre et l'Allemande Anne Haug. Dès le début de la partie vélo, la Britannique imprime un fort tempo que Lauren Brandon ne peut soutenir. Daniela Ryf ne peut rivaliser, rapidement distancée, des douleurs à l'estomac ne lui permettant de s'exprimer pleinement. Dès lors, la victoire semble échue à Lucie Charles qui creuse des écarts au fil des kilomètres. Au demi-tour d'Hawi elle possède plus de six minutes sur quatre concurrentes majeures, Anne Haug, les Australiennes Sarah Crowley et Carrie Lester et l'autre Suissesse Imogen Simmonds. Daniela Ryf pointant à cet instant à plus de neuf minutes de la tête de course. Avec plus de huit minutes d'avance la Britannique rejoint la seconde transition et s'élance pour le marathon, prise en chasse par les deux australiennes, Anne Haug ainsi deux autres Allemandes venues se mêler à la bataille finale, Daniela Bleymehl et Laura Philipp,.
Le marathon lancé entre Lucy Charles et Anne haug laisse entrevoir une épreuve finale très tendue. Lucy Charles vice-championne en 2018 et malgré l’expérience et les progrès de l'année voit inexorablement revenir sur elle l'Allemande. Cette dernière court avec une grande précision environ 30 secondes plus vite par kilomètre que sa prédécesseure. Sans fléchir et inexorablement, elle remonte vers la première place du classement. La jonction se fait à l'issue du premier semi-marathon dans le secteur d'Energie Lab. Anne Haug passe la britannique qui ne peut réagir devant le tempo qu'impose l'Allemande. Dès lors plus rien n’empêche la victoire d'Anne Haug qui remporte le titre pour la première fois en trois participation et offre un premier titre féminin de championne du monde d'Ironman à son pays natal. Lucy Charles voit également l'Australienne Sarah Crownley la passer et lui souffler la seconde marche du podium. Dans un sursaut de tempérament, la Britannique poussant son effort et finit par récupérer la seconde place, pour remporter de haute lutte sa troisième médaille d'argent consécutive. Sarah Crowley prend la troisième place et réalise le deuxième podium de sa carrière sur la compétition reine du circuit. Daniela Ryf multiple championne du monde reconnaît vivre ce que d'autres grands champions ont connu, au bout d'une course difficile et être dans un jour sans réussite,.

## Résultats du championnat du monde
« Top 10 » de l'édition 2019.

### Hommes

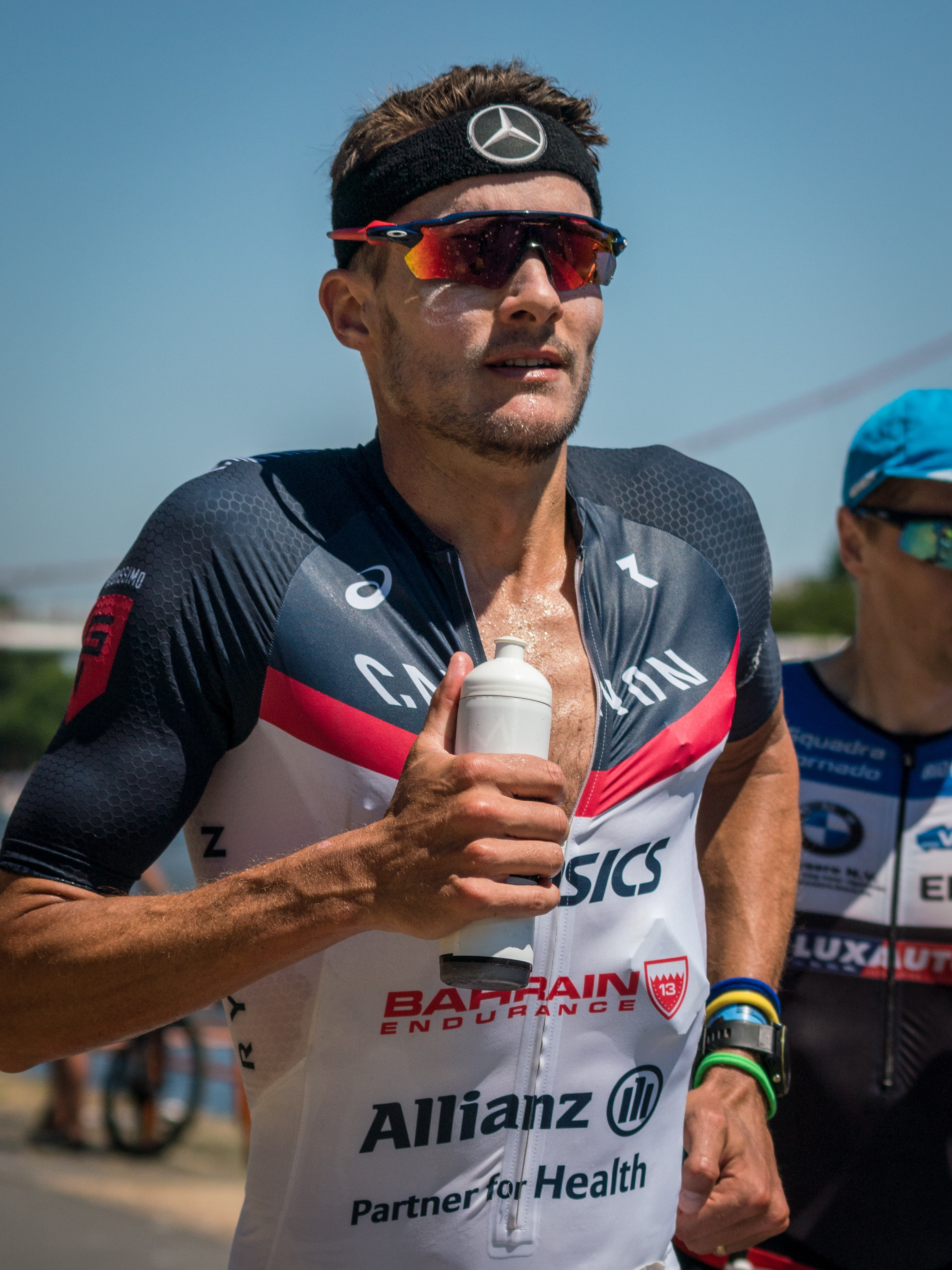
Jan Frodeno, vainqueur 2019

| Pos.               | Temps           | Nom               | Pays | Détail temps | Détail temps | Détail temps    | Détail temps | Détail temps    |
| Pos.               | Temps           | Nom               | Pays | Natation     | T1           | Cyclisme        | T2           | Course à pied   |
| ------------------ | --------------- | ----------------- | ---- | ------------ | ------------ | --------------- | ------------ | --------------- |
| Médaille d'or      | 7 h 51 min 13 s | Jan Frodeno       |      | 47 min 31 s  | 1 min 58 s   | 4 h 16 min 3 s  | 2 min 59 s   | 2 h 42 min 43 s |
| Médaille d'argent  | 7 h 59 min 40 s | Timothy O'Donnell |      | 47 min 38 s  | 2 min 1 s    | 4 h 18 min 12 s | 2 min 6 s    | 2 h 49 min 44 s |
| Médaille de bronze | 8 h 2 min 4 s   | Sebastian Kienle  |      | 52 min 17 s  | 2 min 12 s   | 4 h 15 min 6 s  | 2 min 35 s   | 2 h 49 min 57 s |
| 4                  | 8 h 2 min 52 s  | Ben Hoffman       |      | 51 min 1 s   | 2 min 25 s   | 4 h 24 min 1 s  | 2 min 17 s   | 2 h 43 min 8 s  |
| 5                  | 8 h 6 min 41 s  | Cameron Wurf      |      | 52 min 25 s  | 2 min 7 s    | 4 h 14 min 45 s | 2 min 22 s   | 2 h 55 min 3 s  |
| 6                  | 8 h 7 min 46 s  | Joe Skipper       |      | 52 min 28 s  | 2 min 29 s   | 4 h 16 min 19 s | 3 min 1 s    | 2 h 53 min 31 s |
| 7                  | 8 h 8 min 48 s  | Braden Currie     |      | 47 min 41 s  | 1 min 56 s   | 4 h 30 min 30 s | 2 min 16 s   | 2 h 46 min 25 s |
| 8                  | 8 h 10 min 29 s | Philipp Koutny    |      | 52 min 20 s  | 2 min 6 s    | 4 h 15 min 15 s | 2 min 59 s   | 2 h 57 min 51 s |
| 9                  | 8 h 12 min 27 s | Bart Aernouts     |      | 57 min 3 s   | 2 min 5 s    | 4 h 19 min 48 s | 2 min 24 s   | 2 h 51 min 8 s  |
| 10                 | 8 h 13 min 37 s | Chris Leiferman   |      | 52 min 29 s  | 2 min 15 s   | 4 h 24 min 21 s | 2 min 14 s   | 2 h 52 min 19 s |
| Source             |                 |                   |      |              |              |                 |              |                 |

### Femmes

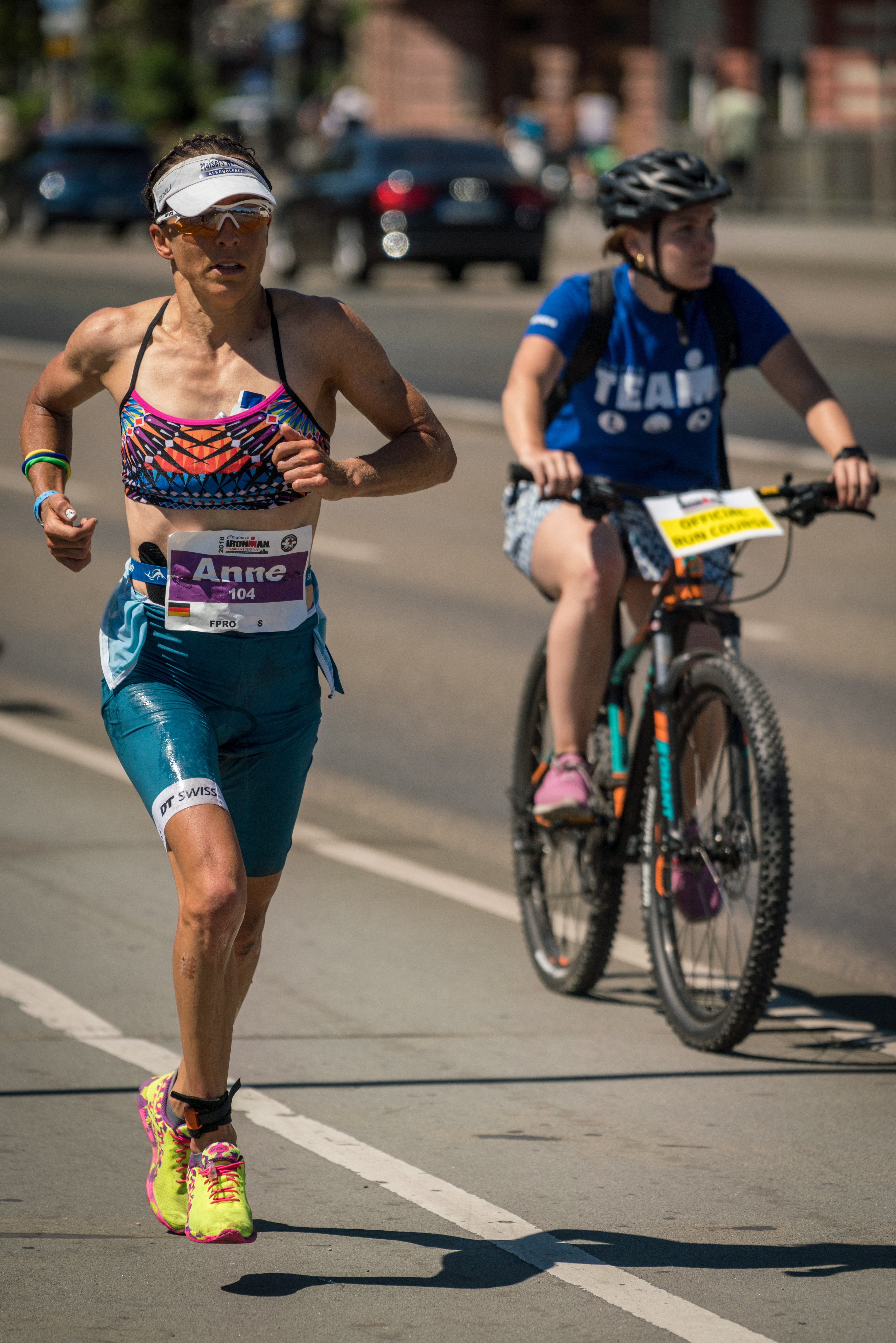
Anne Haug 2018, vainqueur 2019

| Pos.               | Temps           | Nom              | Pays | Détail temps   | Détail temps | Détail temps    | Détail temps | Détail temps    |
| Pos.               | Temps           | Nom              | Pays | Natation       | T1           | Cyclisme        | T2           | Course à pied   |
| ------------------ | --------------- | ---------------- | ---- | -------------- | ------------ | --------------- | ------------ | --------------- |
| Médaille d'or      | 8 h 40 min 10 s | Anne Haug        |      | 54 min 9 s     | 2 min 2 s    | 4 h 50 min 18 s | 2 min 35 s   | 2 h 51 min 7 s  |
| Médaille d'argent  | 8 h 46 min 44 s | Lucy Charles     |      | 49 min 2 s     | 2 min 5 s    | 4 h 47 min 21 s | 2 min 18 s   | 3 h 6 min 0 s   |
| Médaille de bronze | 8 h 48 min 13 s | Sarah Crowley    |      | 54 min 5 s     | 2 min 11 s   | 4 h 50 min 13 s | 2 min 24 s   | 2 h 59 min 20 s |
| 4                  | 8 h 51 min 42 s | Laura Philipp    |      | 59 min 3 s     | 2 min 27 s   | 4 h 45 min 5 s  | 2 min 57 s   | 3 h 2 min 12 s  |
| 5                  | 8 h 54 min 44 s | Heather Jackson  |      | 59 min 12 s    | 2 min 17 s   | 4 h 46 min 46 s | 2 min 13 s   | 3 h 4 min 17 s  |
| 6                  | 8 h 55 min 33 s | Kaisa Sali       |      | 59 min 14 s    | 2 min 11 s   | 4 h 53 min 54 s | 2 min 57 s   | 2 h 57 min 19 s |
| 7                  | 8 h 58 min 38 s | Corinne Abraham  |      | 1 h 2 min 46 s | 2 min 31 s   | 4 h 51 min 16 s | 2 min 38 s   | 2 h 59 min 28 s |
| 8                  | 8 h 58 min 40 s | Carrie Lester    |      | 54 min 15 s    | 2 min 22 s   | 4 h 50 min 2 s  | 2 min 25 s   | 3 h 9 min 37 s  |
| 9                  | 9 h 8 min 30 s  | Daniela Bleymehl |      | 59 min 6 s     | 2 min 6 s    | 4 h 45 min 8 s  | 2 min 38 s   | 3 h 19 min 33 s |
| 10                 | 9 h 9 min 6 s   | Linsey Corbin    |      | 59 min 9 s     | 2 min 55 s   | 5 h 0 min 26 s  | 2 min 47 s   | 3 h 3 min 51 s  |
| Source             |                 |                  |      |                |              |                 |              |                 |